# 上海滨海森林公园

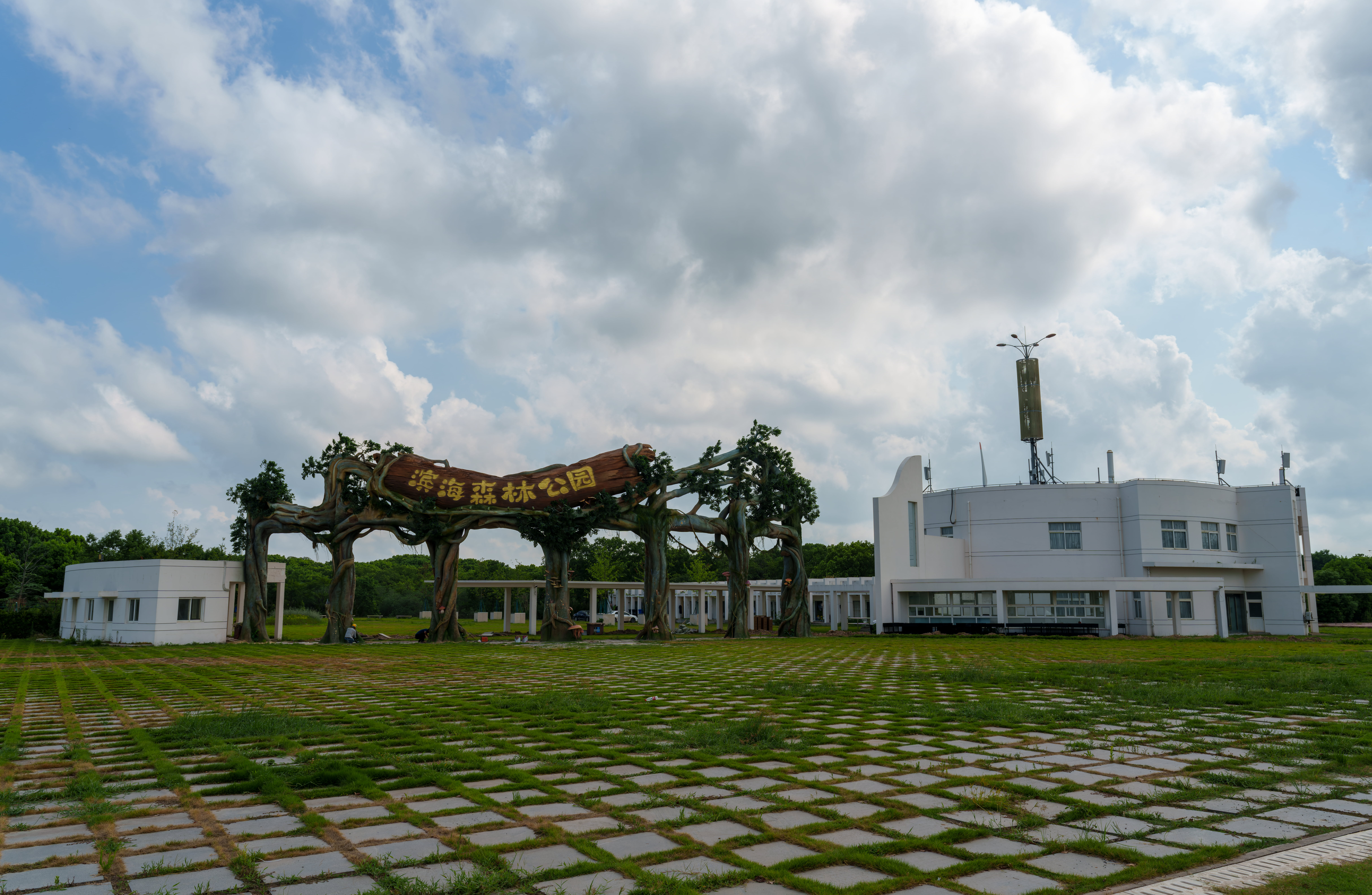
滨海森林公园

上海滨海森林公园位于上海市浦东新区东大公路5366号，是上海的一处大型森林公园。

## 简介
上海滨海森林公园由森林、草地、鲜花、湖泊、沼泽、滩涂、建筑等组成，分为森林浴疗区、健身游乐区、森林生态住宅示范区、森林植物科技宣教区等。公园内有垂钓、烧烤、骑马、休闲自行车、水上自行车、CS实战中心等游乐项目，另有一个上海风电科普馆。

## 参观信息
- 开放时间：8:30－16:00。
- 门票：成人40元，未成年人20元，1.3米以下儿童免票。